# Liolaemus fuscus
La lagartija oscura (Liolaemus fuscus) es una especie de lagartija perteneciente a la familia Liolaemidae endémica de Chile.

## Descripción
Este liolémido pequeño de tan sólo 5 cm de largo (desde el hocico hasta la abertura cloacal) tiene un aspecto delicado y escamas dorsales triangulares y quilladas superpuestas una sobre otra. Es de coloración parda grisácea, poseyendo dos franjas supraoculares color blanco grisáceo que se extienden hasta la cola y una línea oscura vertebral intermitente, que comienza desde el área posterior de la cabeza hasta el tercio proximal de la cola. Posee máculas negras, blancas y azulinas en la zona dorsal y los flancos. Es de coloración rojiza en el área abdominal y blanca grisácea en la ventral. Es una especie saxícola, habitando entre rocas o sobre estas. Animal ovíparo, la hembra deposita entre dos y tres huevos. Se alimenta exclusivamente de insectos.